# Trúc cần câu Cao Bằng
Trúc cần câu Cao Bằng, tên khoa học Phyllostachys sulphurea, là một loài thực vật có hoa trong họ Hòa thảo. Loài này được (Carrière) Rivière & C.Rivière miêu tả khoa học đầu tiên năm 1878.